# ShinMaywa US-2
ShinMaywa US-2 je čtyřmotorový záchranný létající člun s turbovrtulovým pohonem s krátkým startem a přistáním, vyráběný japonským leteckým výrobcem ShinMaywa. Primárním uživatelem typu jsou Japonské námořní síly sebeobrany.

## Vývoj

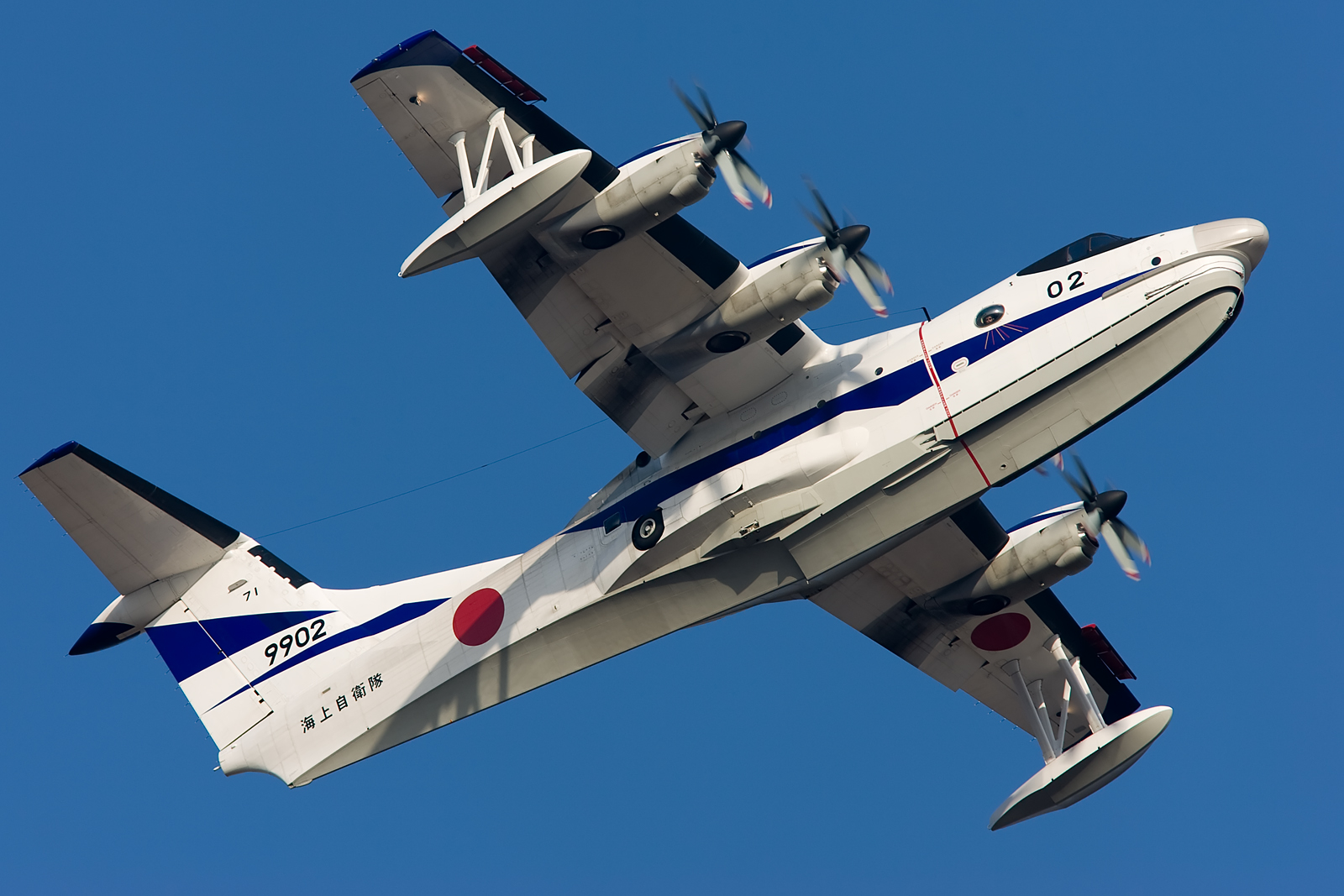
Startující US-2

Vývoj typu US-2 byl zahájen roku 1996 jako modernizace staršího typu Shin Meiwa US-1A označená US-1A Kai. Až později byl stroj přeznačen na US-2. Postaveny byly dva prototypy. První vzlet typu se konal 18. prosince 2003. Japonské námořní síly sebeobrany objednaly výrobu celkem 14 strojů US-2. První do zkušební služby vstoupil roku 2004, oficiální zařazení do výzbroje proběhlo v březnu 2007 k 71. letce 31. námořního leteckého křídla na základnách Iwanuki a Atsugi.
Letoun řešený jako hornoplošník má přetlakový trup, modernizovanou avioniku, radar Thales Ocean Master, řízení fly-by-wire a moderní skleněný kokpit. Pohánějí ho čtyři turbovrtulové motory Rolls-Royce AE 2100J, roztáčející šestilisté stavitelné vrtule Dowty R414. V trupu letounu je dále umístěna turbína LHTEC CTS800-4K o výkonu 1015 kW sloužící k řízení mezní vrstvy.

## Export
Indické námořnictvo projevilo roku 2010 zájem o získání obojživelných pátracích letounů. V roce 2013 jako nejvhodnější vybralo typ ShinMaywa US-2I. Námořnictvo požadovalo až 15 strojů. Uzavření obchodu podporovaly vlády obou zemí.

## Specifikace (US-2)

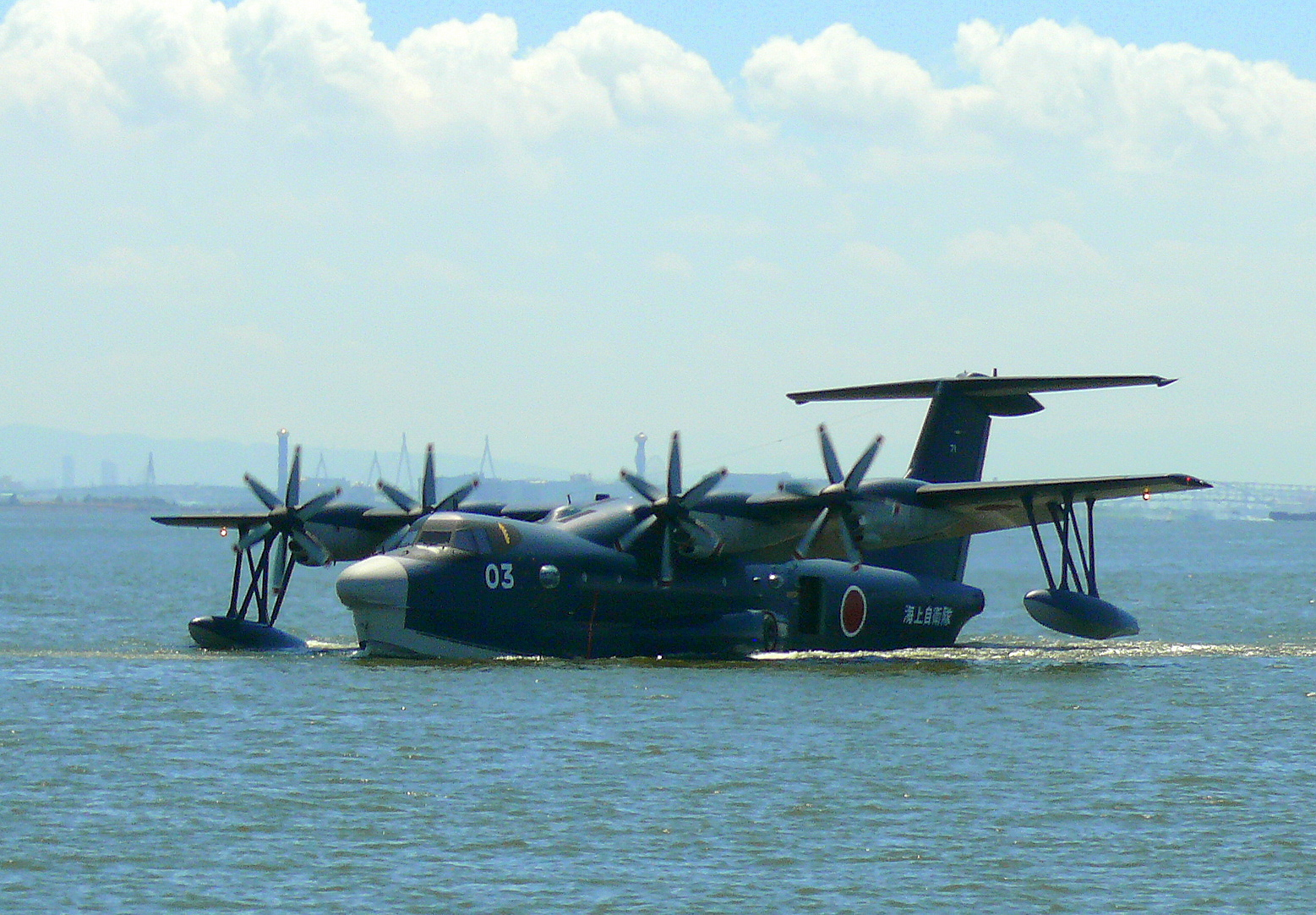
US-2

### Technické údaje
- Posádka: 11
- Rozpětí: 33,2 m
- Délka: 33,3 m
- Výška: 9,8 m
- Nosná plocha: 135,8 m²
- Prázdná hmotnost: 25 630 kg
- Max. vzletová hmotnost na hladině: 43 000 kg
- Max. vzletová hmotnost na souši: 47 700 kg
- Pohonná jednotka: 4x turbovrtulový motor Rolls-Royce AE 2100J[2]
- Výkon pohonné jednotky: 3424 kW

### Výkony
- Cestovní rychlost: 480 km/h
- Maximální rychlost: 580 km/h
- Dolet: 1850 km
- Operační dostup: 6100 m
- Dráha pro vzlet/přistání na zemi: 490 m/1500 m
- Dráha pro vzlet/přistání na vodě: 280 m/330 m